# Hitbox

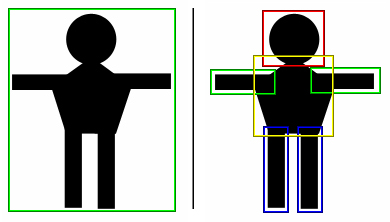
Vereinfachte 2-dimensionale Darstellung einer einfachen und einer komplexeren Hitbox mit Trefferzonen

Eine Hitbox (auch Hit-Box; engl. für „Trefferkasten“) beschreibt einen vordefinierten, virtuellen, für den Anwender üblicherweise nicht sichtbaren Bereich um ein 3D-Modell in einer 3D-Engine (bzw. Game-Engine), welcher zur Berechnung von Kollisionen und/oder Trefferabfragen genutzt wird. Eine Hitbox dient hierbei vorwiegend zur Vereinfachung von Berechnungen, da 3D-Modelle, insbesondere jene von Personen, aus einer Vielzahl von Polygonen bestehen. Je komplexer die Engine, desto ähnlicher wird die Hitbox dem entsprechenden 3D-Modell.

## Geschichte
Auch wenn Hitboxen in modernen Engines wesentlich komplexer sind als ein einfacher Kasten, leitet sich das Wort ursprünglich von genau dieser Bedeutung ab. In den Anfängen der Spielegeschichte wurde in der Tat jedem 3D-Objekt ein einfacher Kasten umschrieben. Auch heute noch werden für schnelle Vorberechnungen oder Testläufe in 2D- oder 3D-Konstruktionsprogrammen sogenannte Bounding Volumes verwendet, die im Grunde einfache geometrische Formen (Kugel, Zylinder, Quader / Kreis, Rechteck) sind. Auch wenn ein 3D-Modell durch mehrere verschiedene Kästen oder sonstige Formen umschrieben ist, spricht man dennoch von einer einzigen Hitbox pro 3D-Modell.
Neben dem Nutzen für die Berechnung der physikalischen Abgrenzung eines Objektes eignet sich die Hitbox auch zur Bestimmung von verschiedenen Trefferzonen. Dies ist wiederum vorwiegend in Ego-Shootern wichtig, da ein schwieriger Kopftreffer üblicherweise zu einem größeren Abzug von Trefferpunkten führt als ein einfacher anzubringender Treffer am Torso. Um im Netzwerk Lag zu kompensieren, können das visuelle Modell und die Hitbox voneinander entkoppelt werden.
Modernere Spiele wie z. B. Doom 3 nutzen anstatt der unsichtbaren Begrenzungsrahmen die exaktere Per-Polygon Hit-Detection.